# Correcaminos de la UAT
A Correcaminos de la Universidad Autónoma de Tamaulipas (nevének jelentése: A Tamaulipasi Autonóm Egyetem Gyalogkakukkjai) Mexikó egyik labdarúgócsapata, mely jelenleg a másodosztályú bajnokságban szerepel. Otthona Tamaulipas állam fővárosa, Ciudad Victoria. Eddig sem bajnoki címük, sem kupagyőzelmük nincs.

## Története
A Correcaminos, azaz Gyalogkakukkok név 1970-ben született meg a városban, de ekkor még csak az egyetemi amerikaifutball-csapatot kezdték így nevezni. Ezt a nevet Francisco Díaz Navarro és társai alkották meg, az ötletet onnan merítve, hogy a gyalogkakukk a környék egyik jellegzetes madara, mely gyorsasága, ereje és intelligenciája miatt megfelelő választásnak tűnt egy sportegyüttesnek is. A Correcaminos labdarúgócsapat 10 évvel később, 1980-ban jött létre, első elnökük Francisco Adame Ochoa volt.
Az évekig a másodosztályban szereplő csapat 1987-ben jutott fel a legmagasabb szintre, amikor is a másodosztály döntőjében a Querétaro csapatát győzték le. Bár a feljutás után első szezonjukban máris kieső helyen végeztek, az egyetem és az állam vezetésének segítségével megvásárolták a Neza csapatát, így mégis bent maradhattak az első osztályban. 1995-ben azonban ismét kiestek, és ezúttal nem folyamodtak hasonló módszerekhez, hanem megkezdték azóta is tartó másodosztályú szereplésüket.
Legnagyobb sikerüket 2012-ben érték el, amikor a kupa döntőjéig meneteltek, ott azonban a Dorados de Sinaloa legyőzte őket, így csak az ezüstérmet tudták megszerezni.

## Bajnoki eredményei
A csapat első osztályú szereplése során az alábbi eredményeket érte el:
| Év        | Alapszakasz-helyezés | Eredmény a rájátszásban |
| --------- | -------------------- | ----------------------- |
| 1987–1988 | 20. hely             |                         |
| 1988–1989 | 13. hely             |                         |
| 1989–1990 | 7. hely              | Negyeddöntős            |
| 1990–1991 | 15. hely             |                         |
| 1991–1992 | 9. hely              |                         |
| 1992–1993 | 20. hely             |                         |
| 1993–1994 | 19. hely             |                         |
| 1994–1995 | 17. hely             |                         |

## Stadion
A csapat hazai mérkőzéseit az Estadio Marte R. Gómezben játssza. Az épületet először 1939. október 19-én avatta fel Marte R. Gómez, az állam akkori kormányzója, akiről később a stadion a nevét is kapta. Amikor a Correcaminos 1988-ban feljutott az első osztályba, a férőhelyek számát 18 000-re bővítették, majd 2007-ben és a következő években is többször bővítették, átépítették, felújították.